# Doroșivka, Putîvl
Doroșivka (în ucraineană Дорошівка) este un sat în comuna Boiaro-Lejaci din raionul Putîvl, regiunea Sumî, Ucraina.

## Demografie
Componența lingvistică a localității Doroșivka
     Ucraineană (100%)
Conform recensământului din 2001, toată populația localității Doroșivka era vorbitoare de ucraineană (100%).